# Неупорядоченная пара
Неупорядоченная пара в математике может быть определена с различных точек зрения.

## Определение пары в теории множеств
Число элементов множества {\displaystyle A} равно 1, или {\displaystyle A} состоит из одного элемента {\displaystyle a}, тогда и только тогда, когда при вычитании из него множества {\displaystyle \{a\}} получается пустое множество: {\displaystyle A\setminus \{a\}=\varnothing }.
Непустое множество {\displaystyle A} называется множеством из двух элементов, или парой: {\displaystyle A=\{a,\;b\}}, если после вычитания из него множества, состоящего только из одного элемента {\displaystyle a\in A}, останется множество, которое состоит также из одного элемента {\displaystyle b\in A}. При таком определении пары (как и вообще множества, состоящего из любого числа элементов) не зависит от выбора и порядка следования указанного элемента {\displaystyle a\in A}.